# Harry von Meter
Harry von Meter (parfois crédité Harry van Meter), né le 29 mars 1871 à Malta Bend (Missouri) et mort le 2 juin 1956 à Los Angeles (quartier de Sawtelle, Californie), est un acteur américain.

## Biographie
Acteur de cinéma, Harry von Meter contribue durant la période du muet à cent-quatre-six films américains (dont de nombreux courts métrages et des westerns), depuis The Power of Melody (en) produit par David Horsley (1912, avec Vivian Rich et Eugenie Forde) jusqu'à Kid Boots de Frank Tuttle (1926, avec Eddie Cantor et Clara Bow).
Entretemps, mentionnons Princess Virtue de Robert Z. Leonard (1917, avec Mae Murray et Lule Warrenton), le western A Gun Fightin' Gentleman de John Ford (1919, avec Harry Carey et J. Barney Sherry), Under Crimson Skies de Rex Ingram (1920, avec Elmo Lincoln et Mabel Ballin) et Notre-Dame de Paris de Wallace Worsley (1923, avec Lon Chaney et Patsy Ruth Miller).
Après son dernier film muet, Harry von Meter apparaît encore dans un unique film parlant, le western Border Romance de Richard Thorpe (1930, avec Armida et Marjorie Kane), après lequel il se retire. Il meurt en 1956, à 85 ans.

## Filmographie partielle

### 1912-1919
- 1912 : The Power of Melody (en) produit par David Horsley (court métrage, réalisateur inconnu) : Albert Earle
- 1914 : The Last Supper (it) de Lorimer Johnston (court métrage) : Jean
- 1916 : The Other Side of the Door (en) de Tom Ricketts : Procureur de district Dingley
- 1916 : Le Mariage de Mary (en) (Dulcie's Adventure) de James Kirkwood Sr. : Jonas
- 1917 : Beloved Rogues (en) d'Alfred Santell : Andrews
- 1917 : My Fighting Gentleman (en) d'Edward Sloman : Juge Pembroke
- 1917 : Princess Virtue de Robert Z. Leonard : Comte Oudoff
- 1918 : A Man's Man d'Oscar Apfel : Ricardo Ruey
- 1918 : Les Mystères de la jungle (en) (The Lion's Claws) de Jacques Jaccard et Harry Harvey (serial) : Capitaine Bogart
- 1918 : Broadway Love (en) d'Ida May Park : Jack Chalvey
- 1918 : Fils d'Amiral (en) (His Birthright) de William Worthington : Amiral von Krug
- 1918 A Man's Man d'Oscar Apfel
- 1918 : The Kaiser, the Beast of Berlin de Rupert Julian : Capitaine von Hancke
- 1919 : Tête brûlée (A Gun Fightin' Gentleman) de John Ford : Comte de Jollywell
- 1919 : The Day She Paid (en) de Rex Ingram : Leon Kessler
- 1919 : Le Soupçon (The Girl with No Regrets) d'Harry F. Millarde : Gerald Marbury

### 1920-1930
- 1920 : Dangerous Love (en) de Charles Bartlett : Gerald Lorimer
- 1920 : Under Crimson Skies de Rex Ingram : Vance Clayton
- 1920 : The Cheater d'Henry Otto : Bill Tozeer
- 1921 : Sa fille (en) (Reputation) de Stuart Paton : Monty Edwards
- 1921 : The Beautiful Gambler (en) de William Worthington : Lee Kirk
- 1922 : Diavolo enragé (Wildcat Jordan) d'Alfred Santell : Roger Gale
- 1923 : Suprême Amour (en) (Nobody's Bride) d'Herbert Blaché : Morgan
- 1923 : Notre-Dame de Paris (The Hunchback of Notre Dame) de Wallace Worsley : M. Neufchâtel
- 1924 : Janette romancière (en) (Great Diamond Mystery) de Denison Clift : Murdock
- 1925 : The Texas Bearcat (en) de B. Reeves Eason : John Crawford
- 1926 : Kid Boots de Frank Tuttle : l'avocat d'Eleanor
- 1930 : Border Romance de Richard Thorpe : Capitaine des Rurales

## Galerie photos

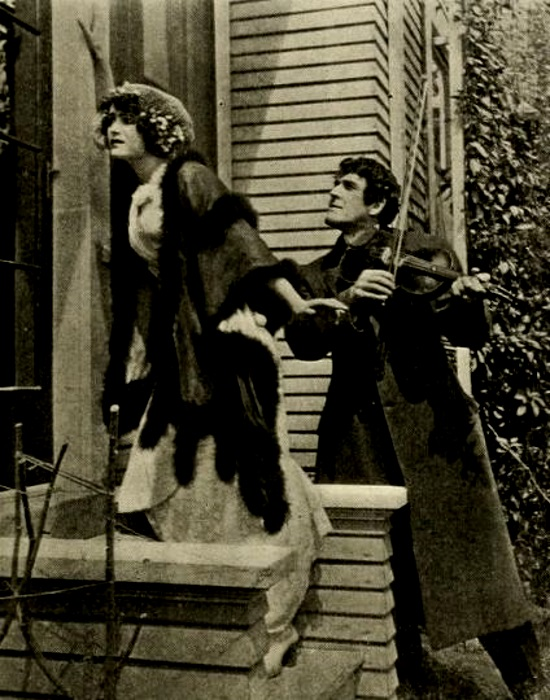
Avec Vivian Rich, dans The Power of Melody (en) (1912)
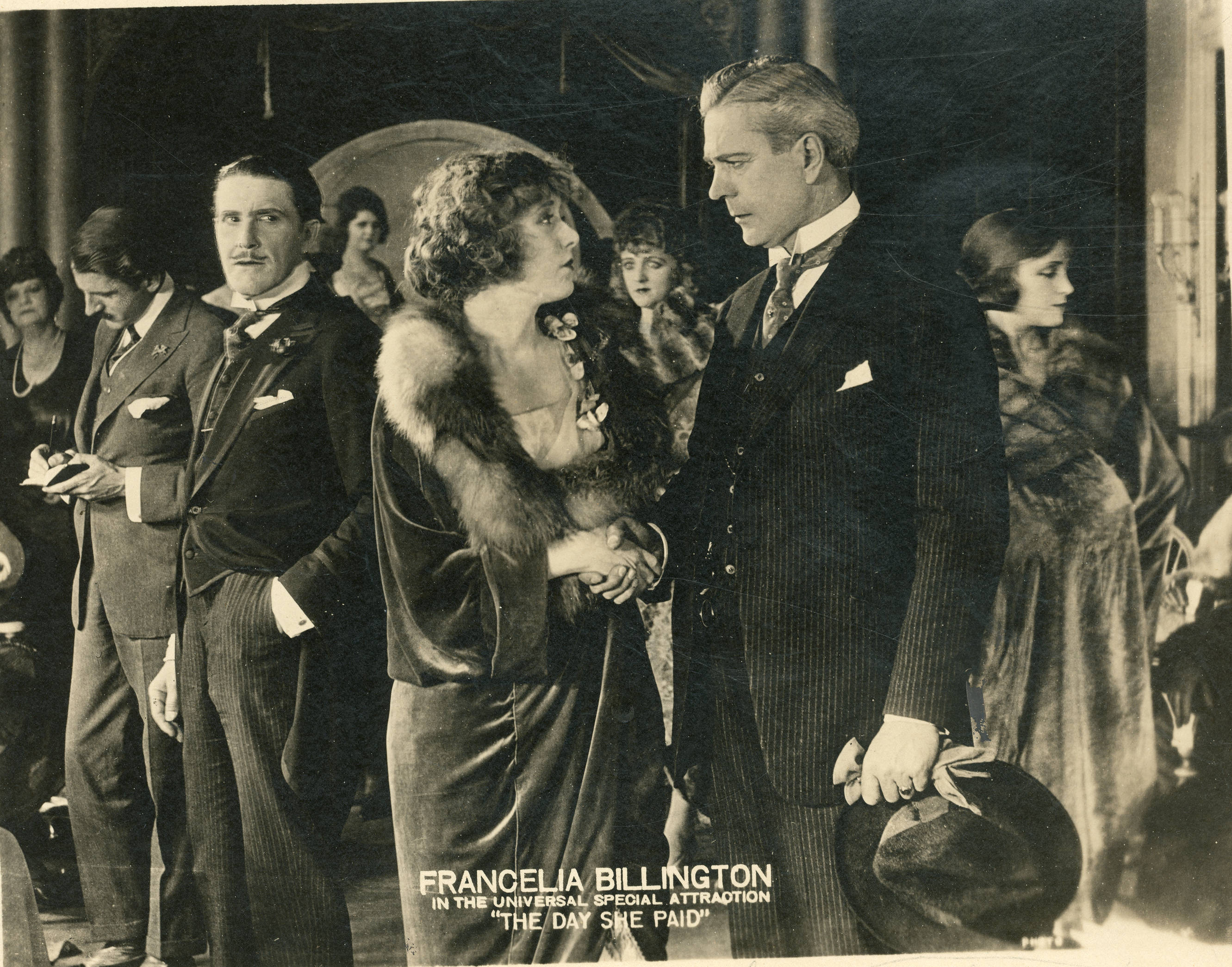
Vers le centre, de g. à d. : Harry von Meter, Francelia Billington et Charles Clary, dans The Day She Paid (en) (1919)
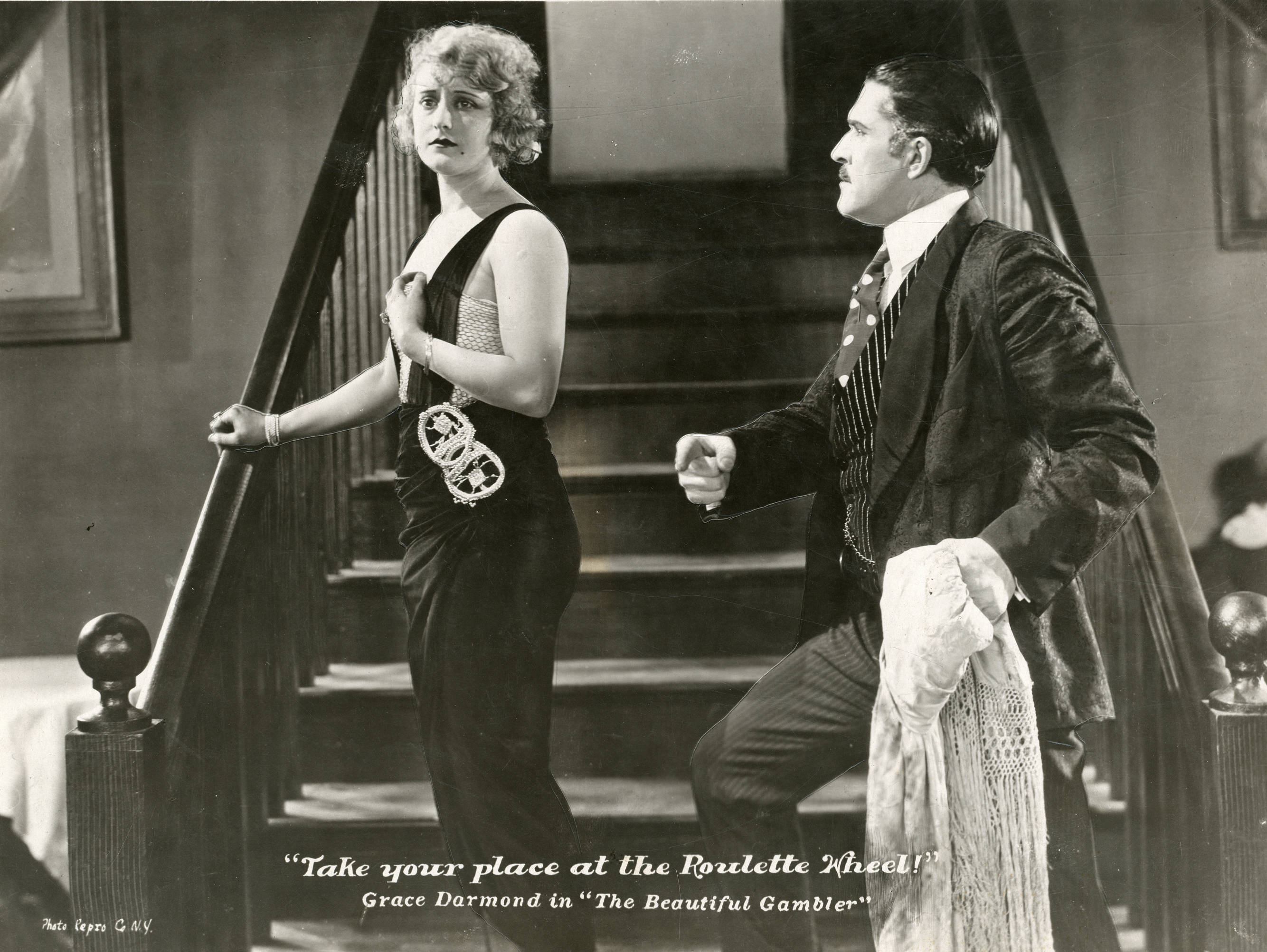
Avec Grace Darmond, dans The Beautiful Gambler (en) (1921)